# Kamyk (Petite-Pologne)
Pour les articles homonymes, voir Kamyk.
Kamyk est une localité polonaise de la gmina de Łapanów, située dans le powiat de Bochnia en voïvodie de Petite-Pologne.